# Schelmentoren

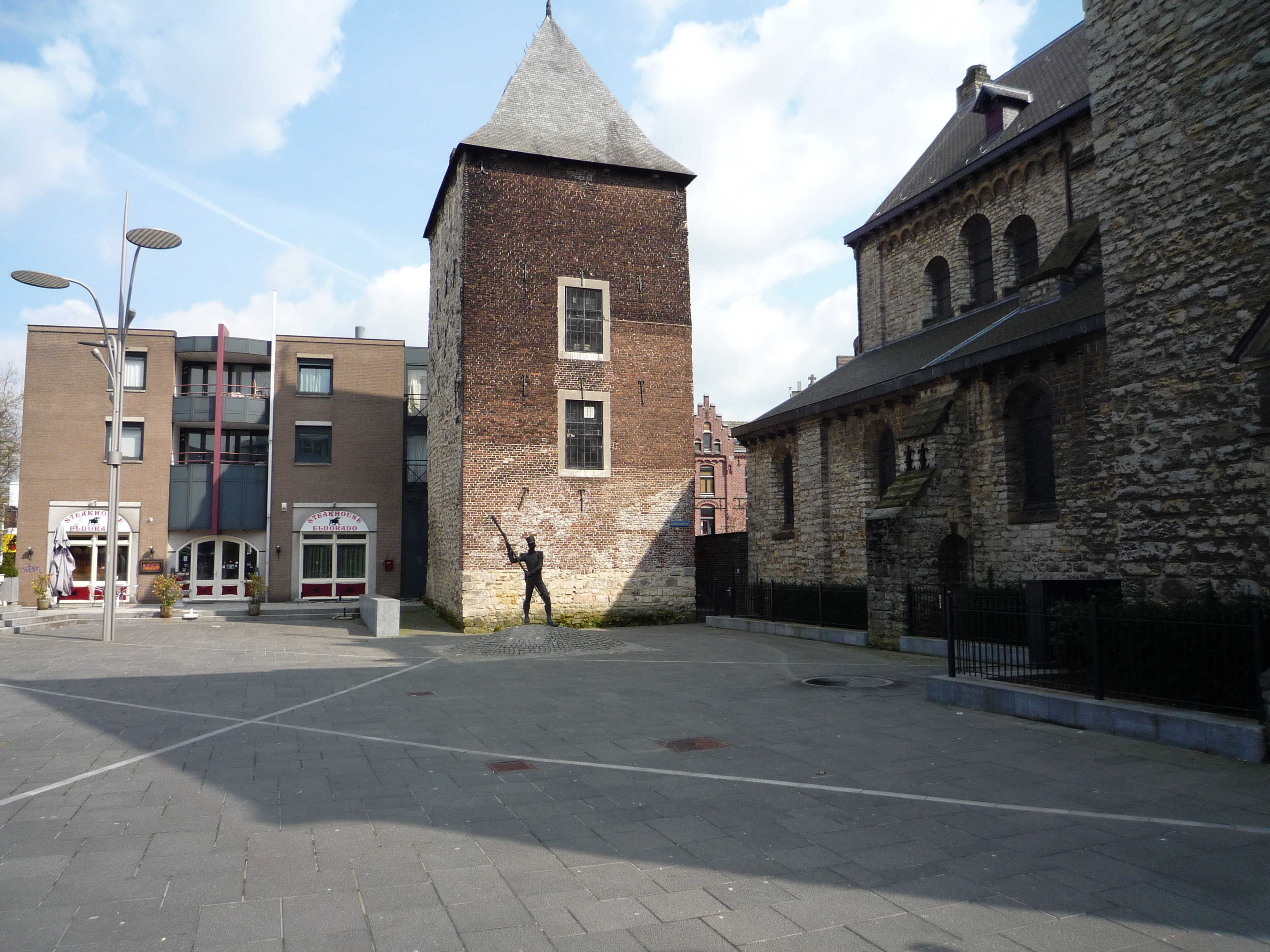
Schelmentoren

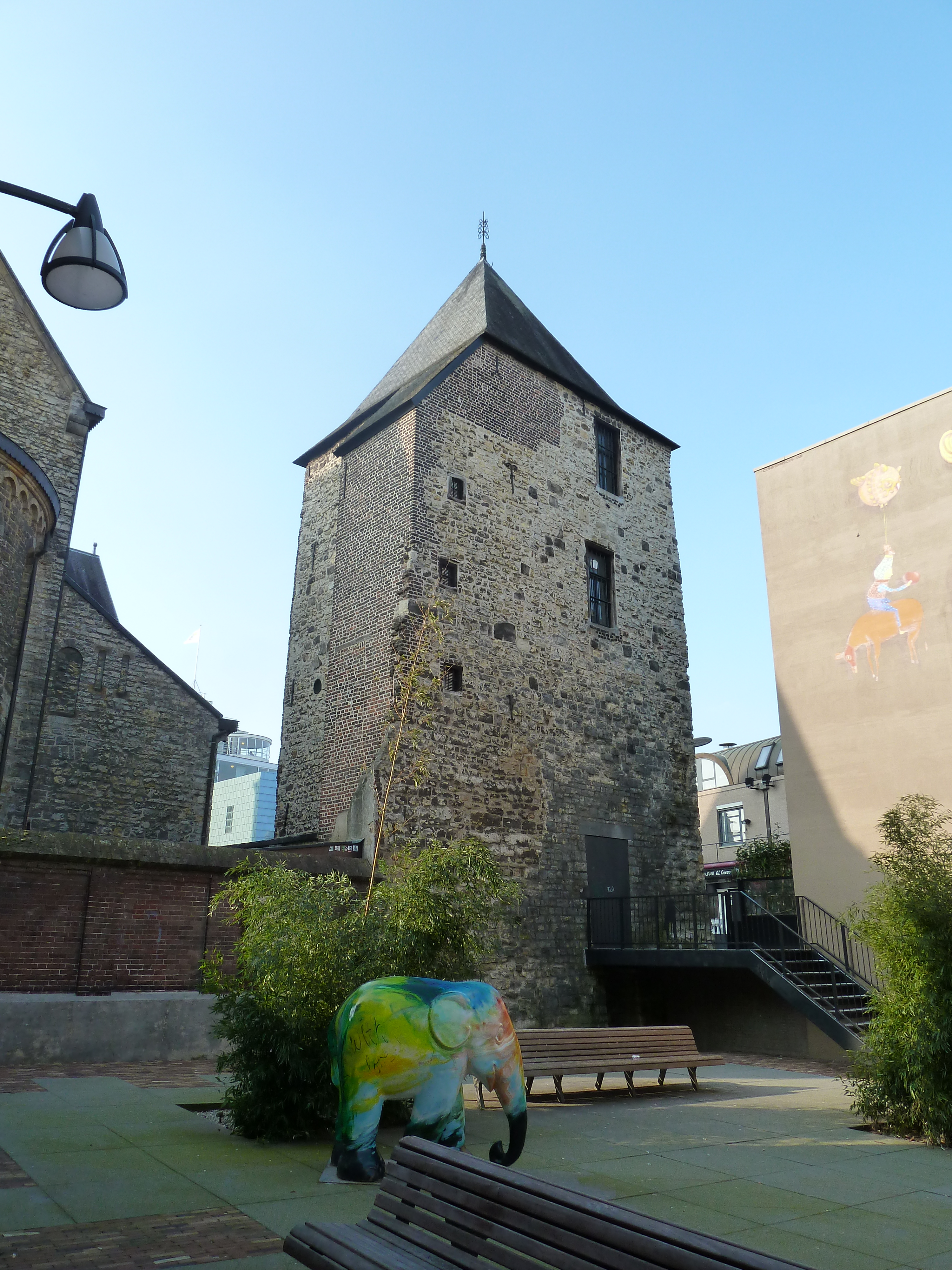

De Schelmentoren in Heerlen is een middeleeuwse toren die dienstdeed als verdedigingstoren en gevangenistoren. De toren staat op het Pancratiusplein in het centrum van de stad, naast de Sint-Pancratiuskerk. Wanneer de toren precies gebouwd is, is niet met zekerheid na te gaan.

## Naam
In de vijftiende eeuw stond de Schelmentoren bekend als Bickelstein, mogelijk de naam van de eigenaar. Ook werd de toren aangeduid als Gevangenistoren. 

## Van woontoren tot fort
Bekend is dat de Schelmentoren al in de 12e eeuw bestond als verdedigbare woontoren van de Heren van Are. In deze tijd werd ook de ongeveer twee meter dikke walmuur van Heerlen aangelegd rondom het Landsfort Herle. Aan de zuidzijde sluit op de oostgevel een deel van deze ommuring aan. Het landsfort had de vorm van een veelhoek, waarvan de langste zijde 100 meter was. Rond de vesting bevond zich een gracht van 12 meter breed en 5 meter diep.
De toren heeft een functie gehad in het verdedigingsstelsel van het fort. Vanaf de zijkanten was het mogelijk om de toegangen tot het fort, de veemarkt en de Gasthuisstraat te bewaken en bij aanvallen door middel van flankerend vuur te verdedigen. De schietgaten - nu dichtgemetseld - bevinden zich alleen in de zijmuren.
Het landsfort werd in 1225 aangeduid als castrum. De toren springt niet uit en kan dus geen waltoren zijn geweest. De kelders staan in verbinding met gangen onder de kerk en het kerkplein.

## Van fort tot gevangenis
In de Staatse periode van Heerlen (1661-1794) kwam er een einde aan de functie van het landsfort. Het fort verkeerde in slechte staat maar een verzoek voor subsidie om de poorten en de walmuur te herstellen werd afgewezen door zowel de landen van Overmaze als de Staten Generaal. De herstelwerkzaamheden van de toren kwamen volledig ten laste van de schepenbank Heerlen, die besloot de toren voor vreedzame doeleinden te gaan gebruiken, zoals vergaderruimte, opslagruimte voor hout, en gevangenis.
Met name in de 18e eeuw, tijdens de Bokkenrijdersperiode, is de toren als raadzaal, rechtszaal, gevangenis en martelkamer in gebruik geweest. In 1757 werd het dak vernieuwd en de hof in baksteen opgetrokken. In de vergadering van de schepenbank van Heerlen van 10 oktober 1775 werd besloten dat de toren "geapropieerd" moest worden voor delinquenten wier processen van korte duur zijn. De aanpassingen, uitgevoerd door de Heerlense aannemer Wetzels, mocht niet te veel geld kosten. Pas op dat moment werden de cachotten, die tot dan altijd op de benedenverdieping waren geweest, naar de bovenste etage verplaatst, een maatregel die bedoeld was om ontsnappingen tegen te gaan. In 1773 zaten hier 37 bokkenrijders gevangen. Enkele bokkenrijders lynchten een cipier - een zekere Beerens - en wisten te ontsnappen. Beerens werd opgevolgd door cipier Struijk. Deze laatste kerfde zijn naam enkele malen in de toren, wat in het trappenhuis bewaard gebleven is. In 1778 slaagde opnieuw een gedetineerde, Paulus Louppen, er in om de deuren te forceren en te ontsnappen.
Pas in de 20e eeuw kwam de toren vrij te staan. Tegenwoordig is nog aan de zijkant zichtbaar waar vroeger een predikantenwoning tegen de toren gebouwd was.

## Huidige functie
De toren wordt beheerd door een carnavalsvereniging, die deze gebruikt als vergaderruimte voor haar leden en diverse commissies, zoals de Raad van Elf.